# Televisión en Palestina
La televisión en Palestina tiene una programación que en su historia a veces se ha inclinado hacia los eventos sociales o la economía, pero un tema importante ha sido la política. El Estado de Palestina crea valores culturales en parte a través de programas públicos creados para sus ciudadanos. 
Los programas varían desde programas para niños hasta dramas. Este artículo ofrece una descripción general de los géneros, las empresas de radiodifusión y los medios de comunicación relacionados con la televisión emitida por y con la aprobación del gobierno del Estado de Palestina y vista por los ciudadanos palestinos en los territorios Palestinos ocupados por Israel. El Estado de Palestina recibió autoridad sobre sus áreas de gobernanza tras la ratificación del Acuerdo de los Acuerdos de Oslo, que fracasó cuando se rompió el alto el fuego. 
Ejemplos de canales de televisión incluyen:
- Al-Aqsa TV
- Al-Quds TV
- Canal Satelital Palestino
- Sanabel TV
- Ma'an TV
- Palestina TV
- Musawa
- Belén TV